# Franjo Hanaman
Franjo Hanaman (Drenovci, Vukovarsko-srijemska županija, 30. lipnja 1878. – Zagreb, 23. siječnja 1941.), znameniti hrvatski kemičar i metalurg, izumitelj prve ekonomične električne žarulje s metalnom niti.

## Životopis
Franjo Hanaman se rodio u hrvatskoj obitelji kao drugo dijete Gjure Hanamana i Emilije Mandušić.
Pučku školu završio je u Brčkom 1887. godine, a maturirao je 1895. u Zemunu na Realnoj gimnaziji. Nakon mature otišao je studirati u Beč, gdje je 1899. diplomirao na Kemijskom odjelu Tehničke visoke škole. Sljedeće godine postaje asistentom dr. Georga Vortmanna na katedri analitičke kemije, gdje upoznaje dr. Alexandera Justa, znanstvenika koji ga je zainteresirao za rad na poboljšanju električne žarulje s metalnom žarnom niti. U travnju 1903. godine dr. Just i Hanaman su u Beču zaštitili svoj prvi postupak za dobivanje volframovih žarnih niti (postupak supstitucije) patentom D. R. P. No. 154262. Patent je nazvan Verfahren zur Herstellung von Glühlkörpern aus Volfram oder Molybdän für elektrische Glühlampen. 
Žarulje s nitima dobivenim ovim postupkom trošile su samo oko 1,5 W po jednoj Hefnerovoj svijeći, za razliku od žarulja s ugljenom niti, koje su trošile 3-4 W. Glavni nedostatak žarulja s volframovim nitima dobivenih tim postupkom bila je krhkost niti.
Njegov izum volframove žarne niti upotrijebljen je i u unaprjeđivanju ranih dioda i trioda dok su još bile u obliku vakuumskih cijevi jer volframova žarna nit ima bolja svojstva od ugljenove žarne niti koja se do tada rabila. Poslije studija u Beču i Berlinu, te višegodišnje asistenture na Tehničkoj visokoj školi u Beču, došao je za profesora kemijske tehnologije i metalurgije na Tehničkom fakultetu u Zagrebu. Sa svojim suradnikom Aleksandrom Justom unaprijedio je rasvjetnu tehniku i pronašao metodu nitriranja željeza plinovitim amonijakom.
Godine 1922. izabran je za redovitog profesora anorganske kemijske tehnologije i metalurgije, kada osniva i Zavod za anorgansku kemijsku tehnologiju i metalurgiju na tadašnjem Kemičko-inženjerskom odjelu. Iste godine postaje dekan Kemičko-inženjerskog odjela Tehničke visoke škole. Nakon 31. kolovoza 1926. godine kada Tehnička škola postaje Tehnički fakultet, postaje prodekan. Od 1939. pa do kraja života bio je pročelnik Odjela za rudarstvo i metalurgiju Tehničkog fakulteta.
Vodio je institut za ispitivanje materijala u tzv. Aeronautičkom arsenalu u Beču, te bio generalni direktor Jugoslavenske industrije motora d.d. u Zagrebu. Bio je i glavni urednik "Arhiva za kemiju i tehnologiju".
Pokopan je na zagrebačkom Mirogoju.

## Vanjske poveznice
- Franjo Hanaman Hrvatska tehnička enciklopedija, portal hrvatske tehničke baštine. LZMK

|  | Zajednički poslužitelj ima još gradiva o temi Franjo Hanaman |